# BCD (6-bit)
Pour les articles homonymes, voir BCD.
Voir aussi Sixbit
Le code BCD (6-bit) (Binary Coded Decimal), aussi connu sous le nom BCD pour 6-bit alphanumérique, est un code standard de 6 bits utilisé par les grands ordinateurs : Burroughs, Bull, CDC, IBM, General Electric, NCR Corporation, Siemens, Sperry Univac, etc.
IBM a créé un code pour les cartes perforées des années 1960 qui s'est étendue à d'autres fabricants.
Le code BCD (6-bit) fut l'adaptation du code carte perforée en code binaire, de telle sorte qu'il pouvait se charger plus facilement dans la mémoire de l'ordinateur central.
Le code BCD (6-bit) est donc un code binaire, représentant des caractères alphanumériques et des symboles. Chaque caractère étant composé de 6 bits (2 caractères octal), avec ces 6-bit on peut définir un total de 64 caractères (2^6).

## Variations du code BCD

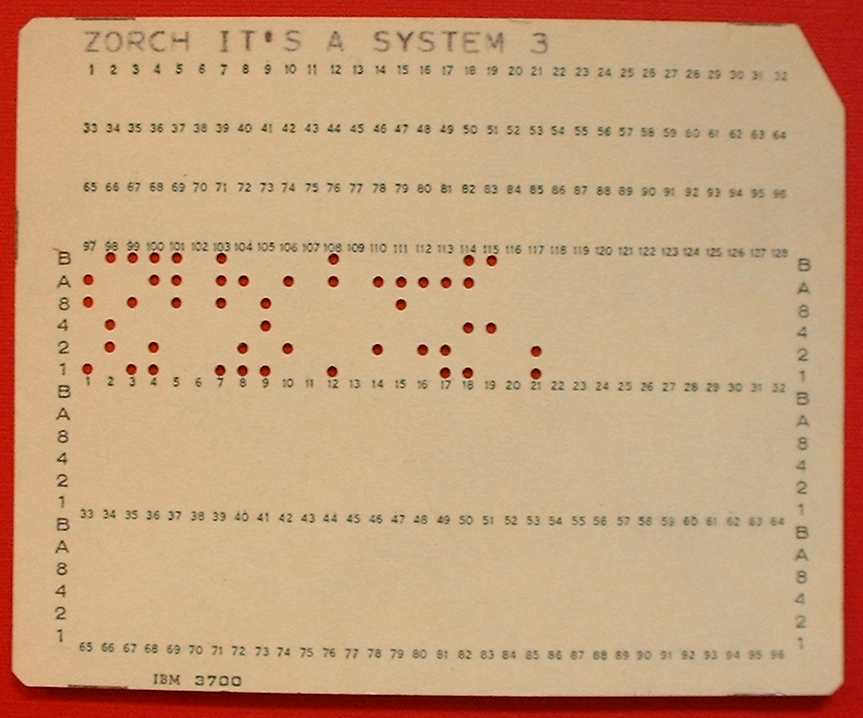
IBMのSystem/3 lignes soit 96 caractères.

Il existe différentes versions du code BCD (6-bit), il y a au moins 4 versions avec des caractères différents, et d'autres avec une mappe totalement différente, comme dans le cas du code BCD FIELDATA.
Il n'y a aucun caractère de contrôle (pour toutes les versions), on a prévu le caractère OX20 pour l'espace, la lettre Ç était @ pour la plupart des constructeurs (Bull, NCR, Control Data, etc.), mais il y a eu une incompatibilité en passant au code ASCII (7-bit)s parce qu'on a choisi le caractère /.

### Code GBCD
Ce qui suit est le code table GBCD, une variante du code BCD
Lettres capitales de A à Z, un minimum de symboles et aucun caractère de contrôle.
|     | 000 | 001 | 002 | 003 | 004 | 005 | 006 | 007 |
| 000 | 0   | 1   | 2   | 3   | 4   | 5   | 6   | 7   |
| 001 | 8   | 9   | [   | #   | @   | :   | >   | ?   |
| 002 |     | A   | B   | C   | D   | E   | F   | G   |
| 003 | H   | I   | &   | .   | ]   | (   | <   | \   |
| 004 | ^   | J   | K   | L   | M   | N   | O   | P   |
| 005 | Q   | R   | -   | $   | *   | )   | ;   | '   |
| 006 | `   | /   | S   | T   | U   | V   | W   | X   |
| 007 | Y   | Z   | <   | ,   | %   | =   | "   | †   |
|     | 000 | 001 | 002 | 003 | 004 | 005 | 006 | 007 |

### Mappe binaire du Code GBCD
Caractères majuscules de A à Z, un minimum de symboles et aucun caractère de contrôle.
```
0 - 00- 0 0 0 0 0 0
1 - 01- 0 0 0 0 0 1
2 - 02- 0 0 0 0 1 0
3 - 03- 0 0 0 0 1 1
4 - 04- 0 0 0 1 0 0
5 - 05- 0 0 0 1 0 1
6 - 06- 0 0 0 1 1 0
7 - 07- 0 0 0 1 1 1
8 - 10- 0 0 1 0 0 0
9 - 11- 0 0 1 0 0 1
[ - 12- 0 0 1 0 1 0
# - 13- 0 0 1 0 1 1
@ - 14- 0 0 1 1 0 0
: - 15- 0 0 1 1 0 1
> - 16- 0 0 1 1 1 0 (= >)
? - 17- 0 0 1 1 1 1
_ - 20- 0 1 0 0 0 0 (space)
A - 21- 0 1 0 0 0 1
B - 22- 0 1 0 0 1 0
C - 23- 0 1 0 0 1 1
D - 24- 0 1 0 1 0 0
E - 25- 0 1 0 1 0 1
F - 26- 0 1 0 1 1 0
G - 27- 0 1 0 1 1 1
H - 30- 0 1 1 0 0 0
I - 31- 0 1 1 0 0 1
& - 32- 0 1 1 0 1 0
. - 33- 0 1 1 0 1 1
] - 34- 0 1 1 1 0 0
( - 35- 0 1 1 1 0 1
< - 36- 0 1 1 1 1 0 (= <)
\ - 37- 0 1 1 1 1 1
^ - 40- 1 0 0 0 0 0 (arrow ^)
J - 41- 1 0 0 0 0 1
K - 42- 1 0 0 0 1 0
L - 43- 1 0 0 0 1 1
M - 44- 1 0 0 1 0 0
N - 45- 1 0 0 1 0 1
O - 46- 1 0 0 1 1 0
P - 47- 1 0 0 1 1 1
Q - 50- 1 0 1 0 0 0
R - 51- 1 0 1 0 0 1
- - 52- 1 0 1 0 1 0
$ - 53- 1 0 1 0 1 1
* - 54- 1 0 1 1 0 0
) - 55- 1 0 1 1 0 1
; - 56- 1 0 1 1 1 0
' - 57- 1 0 1 1 1 1
` - 60- 1 1 0 0 0 0
/ - 61- 1 1 0 0 0 1
S - 62- 1 1 0 0 1 0
T - 63- 1 1 0 0 1 1
U - 64- 1 1 0 1 0 0
V - 65- 1 1 0 1 0 1
W - 66- 1 1 0 1 1 0
X - 67- 1 1 0 1 1 1
Y - 70- 1 1 1 0 0 0
Z - 71- 1 1 1 0 0 1
< - 72- 1 1 1 0 1 0 (arrow <)
, - 73- 1 1 1 0 1 1
% - 74- 1 1 1 1 0 0
= - 75- 1 1 1 1 0 1
" - 76- 1 1 1 1 1 0
† - 77- 1 1 1 1 1 1

```